# Джат (местный совет)
Джат (ивр. ג'ת‎, араб. جت‎) — арабская деревня и местный совет в Хайфском округе Израиля.
Недалеко от поселения проходит Зелёная линия, которая отделяет Израиль от Западного берега реки Иордан. Площадь совета составляет 7,030 км².

## История
Поселок был основан в XIX веке жителями города Бака-аль-Гарбия на остатках древнего поселения.

## Население
По данным Центрального статистического бюро Израиля, население на начало 2020 года составляло 12 100 человек.
Население почти на 100 % представлено арабами-мусульманами.